# Khosrau 1.
Khosrau 1. (også kaldet Chosroes 1, og Kasra i klassiske kilder, han er mest kendt som Anushirvan eller Anushirwan på persisk, han er også kendt som Anushrivan den retfærdige. Han var yndlingssøn og efterfølger af Kavadh 1. 
Han byggede byer og paladser, restaurerede mange steder, bygget eller repareret broer, kanaler og dæmninger. Under Khosrau 1.s regeringstid kunst og videnskab blomstrede i Persien og nåede højden af sin storhed og velstand.

## Shahanshah

### Resumé
Efter sin opstigning til tronen, begyndte han at centralisere sin regering. Khosrau regeringstid anses for at være en af de mest succesfulde i Sassanideriget. Han lavede en fredsaftale i 531 med Romerriget som gav Khosrau mulighed for at konsolidere magten og fokusere sin opmærksomhed på interiør forbedring. Hans reformer og militær kampagner markerede en renæssance af Sassanideriget, som bredte filosofiske overbevisninger samt handelsvarer fra langt øst til vest.